# Вознесенский (Марий Эл)
Вознесенский — посёлок в Медведевском районе Республики Марий Эл Российской Федерации. Входит в состав Знаменского сельского поселения.

## География
Находится у юго-восточной границы города Йошкар-Ола и северной окраины деревни Корта.

## История
Образован в 2003 году.

## Население
| 2010 | 2011 | 2012 | 2013 | 2017 | 2020 |
| ---- | ---- | ---- | ---- | ---- | ---- |
| 109  | ↗111 | ↗123 | ↗133 | ↗147 | ↗156 |

## Инфраструктура
Посёлок газифицирован.
Дачи, СНТ.

## Транспорт
Доступен автотранспортом. Выезд с федеральной трассы А-295.